# Estación Luz (Metro de São Paulo)
La Estación Luz es una estación de metropolitano del metro de la ciudad brasileña de São Paulo. Es una de las estaciones más importantes del sistema de transporte sobre rieles de esta ciudad,
ya que tiene el papel de estación articuladora entre el metro y el sistema de trenes metropolitanos. Conectará las líneas 1 - Azul con la 4 - Amarilla, además de ofrecer  transferencia gratuita con las líneas 7 - Rubí, 10 - Turquesa y 11 - Coral a través de la conexión directa mediante pasillos subterráneos con la estación Luz de CPTM.
Está ubicada en el barrio da Luz en la Zona Central de São Paulo. Fue inaugurada el 26 de septiembre de 1975 (Línea 1 - Azul), mientras que las plataformas de la Línea 4 - Amarilla se encuentran aún en construcción y con pronóstico de entrega para abril del 2011.

## Características
Estación con dos niveles de posición: el embarque de la Línea 1-Azul y el de la Línea 4-Amarilla son subterráneos, este último nivel esta aún en construcción. Compuesta por entrepiso de distribución y dos niveles superpuestos con dos plataformas laterales y una central (un conjunto por línea) con estructura en concreto aparente. El principal acceso se conecta con el Parque da Luz en el nivel del hall central. Tiene capacidad para 100.000 pasajeros en hora pico. Posee un túnel subterráneo que conecta a la estación de trenes.

## Demanda media de la estación
La media de entrada de pasajeros en esta estación, es de 106 mil pasajeros por día, según datos del Metro. Esto se debe principalmente al hecho de existir integración con CPTM, a tres líneas que atienden las regiones noroeste, este y sudeste de la Región Metropolitana de São Paulo.
La estación de CPTM, cuenta con una entrada de 147 mil pasajeros por día, sin tener en cuenta la línea que será utilizada por el usuario. Esta estación pierde en número de usuarios solo con Brás (150 mil), en número de personas que embarcan en estaciones de CPTM.

## Alrededores de la estación[3]
Turismo
- Parque da Luz
- Praça da Luz
- Pinacoteca del Estado de São Paulo
- Sala São Paulo

Religión
- Capilla Militar de San Expedito
- Iglesia de Santa Ifigênia
- Iglesia de São Cristóvão
- Iglesia Evangélica Luterana de São Paulo
- Iglesia Nossa Senhora do Rosário

Utilidad Pública
- 3º Distrito Policial
- Policía Civil
- Policía Militar del Estado de São Paulo
- Policía Federal
- Secretaría Municipal de Finanzas
- Ministerio de Hacienda
- Mercado Municipal

## Tabla
| Sigla | Estación | Inauguración             | Capacidad                   | Integración                                                                                             | Plataformas         | Posición    | Comentarios                                                                                        |
| ----- | -------- | ------------------------ | --------------------------- | --- | ------------------- | ----------- | -------------------------------------------------------------------------------------------------- |
| LUZ   | Luz      | 26 de septiembre de 1975 | 100 mil pasajeros hora/pico | Entre líneas 1-Azul, 4-Amarilla, 7 - Rubí, 10 - Turquesa y 11 - Coral, con el Bilhete Único de SPTrans. | Laterales y central | Subterránea | Estación con estructura de concreto aparente, con dos niveles de plataformas, uno para cada Línea. |